# Ernest A. Douglas
Ernest A. Douglas foi um ator britânico da era do cinema mudo.

## Filmografia selecionada
- Rock of Ages (1918)
- Darby and Joan (1919)
- Linked by Fate (1919)
- The Call of the Road (1920)
- Ernest Maltravers (1920)
- The Persistent Lovers (1922)
- Out to Win (1923)
- The Loves of Mary, Queen of Scots (1923)
- Hurricane Hutch in Many Adventures (1924)